# Убиство у Оријент експресу
Убиство у Оријент експресу (енгл. Murder on the Orient Express) је детективски роман енглеске списатељице Агате Кристи о белгијском детективу Херкулу Поароу. Први пут је објављен у Уједињеном Краљевству од стране издавачке куће Collins Crime Club 1. јануара 1934. године. У Сједињеним Америчким Државама објављен је 28. фебруара исте године, под насловом Убиство у возу за Кале (енгл. Murder in the Calais Coach) од стране издавачке куће Dodd, Mead and Company. Британско издање продавало се по цени од 7 шилинга и 6 пенија, а америчко по цени од 2 долара.
Прича се фокусира на елегантан воз из 1930-их, Оријент експрес, који усред ледене ноћи изненада стаје у снежним сметовима. Откривено је убиство, а Поароово путовање кући у Лондон са Блиског истока је прекинуто да би се решио случај. Почетна поглавља романа дешавају се у Истанбулу. Остатак романа одвија се у Југославији, а воз је заробљен између Винковаца и Брода.
Амерички наслов Убиство у возу за Кале коришћен је да се избегне забуна са романом Стамболски воз Грејама Грина из 1932. године, који је објављен у Сједињеним Државама као Оријент експрес.

## Радња
Након што је кренуо Таурус експресом од Алепа до Истанбула, приватни детектив Херкул Поаро стиже у хотел „Токатлијан”, где добија телеграм који га позива да се врати у Лондон. Он налаже рецепционеру да му резервише купе у првом разреду Симплон-Оријент експреса те ноћи. Иако је воз у потпуности попуњен, Поаро добија кревет у другом разреду уз помоћ пријатеља, колеге Белгијанца и путника господина Бука, директора Међународне компаније за спаваћа кола. Међу осталим путницима су америчка удовица Керолајн Хабард, енглеска гувернанта Мери Дебенам, шведска мисионарка Грета Олсон, амерички бизнисмен Семјуел Рачет са својим секретаром и преводиоцем Хектором Меквином и енглеским батлером Едвардом Хенријем Мастерманом, амерички продавац аутомобила италијанског порекла Антонио Фоскарели, руска кнегиња Наталија Драгомиров и њена немачка собарица Хилдегарде Шмит, мађарски гроф Рудолф Андрењи и његова жена Елена, енглески пуковник Џон Арбатнот, амерички продавац Сајрус Б. Хардман и грчки доктор Ставрос Константин.
Рачет препознаје Поароа и тражи његову заштиту јер добија претње смрћу. Поаро, коме се Рачет не свиђа, одбија случај. Бук је узео последњи купе првог разреда, али се договорио да буде премештен у посебан вагон и даје Поароу своју собу. Прве ноћи, Поаро примећује неке чудне појаве. Рано ујутру, пробудио га је крик из Рачетовог суседног купеа. Пјер Мишел, кондуктер воза, куца на Рачетова врата, али глас изнутра одговара: „Ce n'est rien. Je me suis trompé” (Ништа, ништа. Погрешио сам). Госпођа Хабард звони и говори Мишелу да је неки мушкарац прошао кроз њену собу. Када је Поаро позвонио за воду, Мишел га обавештава да је воз заглављен у снежном наносу између Винковаца и Брода, а потом је чује јак ударац на суседним вратима. Поаро је видео жену у црвеном кимону како иде према тоалету, а затим је отишао на спавање.
Следећег јутра, док је воз још увек стајао, Бук обавештава Поароа да је Рачет убијен и да је убица још увек у возу, као и да нема начина да побегне због снега. Пошто нема полиције, Поаро преузима случај. Уз помоћ др Константина, Поаро прегледа Рачетово тело и купе, где открива следеће: тело има 12 убода, прозор је отворен, проналази марамицу са иницијалом „Х”, чистач за лулу, равну шибицу различиту од оне које је Рачет користио и спаљено парче папира на коме је написано „мтиш малу Дејзи Армстронг”.
Парче папира помаже Поароу да утврди мотив убице; много година раније, амерички гангстер Касети киднаповао је трогодишњу Дејзи Армстронг. Касети је неколико недеља касније изнудио значајну откупнину од богате породице Армстронг, а затим је открио да је убио дете у року од сат времена након што ју је отео. Соња Армстронг, Дејзина мајка, која је била трудна са својим другим дететом, након што је чула вест добила је превремене трудове и умрла, као и беба. Њен ожалошћени муж, пуковник Армстронг, извршио је самоубиство, а Дејзина француска дадиља, Сузан, оптужена је да је помагала Касетију, након чега је извршила самоубиство, а касније је откривено да је била невина. Касети је избегао правду подмићивањем и правним техникама, након чега је побегао из земље. Поаро закључује да је „Рачет” заправо Касети. Ко год је рекао „Ce n'est rien. Je me suis trompé” није сигурно био Рачет пошто Рачет није причао француски. Ово доказује да је убица био тај који је изговорио реченицу и да је убиство почињено пре него што је „Рачет” рекао кондуктеру да је све у реду.
Поаро почиње да разговара са свима у возу и открива да је Меквин непосредно повезан, јер зна за поруку у вези Армстронгове и верује да је уништена, као и да госпођа Хабард верује да је убица био у њеном купеу. Док путници и Пјер обезбеђују одговарајуће алибије једни другима, Поаро примећује да су неки од њих видели жену у црвеном кимону како хода ходником у ноћи убиства. Међутим, нико не признаје да поседује црвени кимоно. Госпођа Хабард је натерала Олсонову да закључа врата између њеног и Касетијевог купеа што обеснажује њену причу о човеку у њеном купеу, а Шмитова је налетела на странца који је носио кондуктерску униформу. Госпођица Дебенам ненамерно открива да је била у Америци, супротно својим ранијим изјавама, а госпођица Олсон показује много осећања када се покренула прича о Дејзи, што изазива додатну сумњу. Арбатнот напомиње да је Касети требало да буде проглашен кривим на суду уместо да буде убијен, а Хардман признаје да је он заправо детектив агенције Макнил од кога је затражено да пази на убицу који је вребао Касетија.
Док је прегледао пртљаг путника, Поаро са изненађењем открива да је налепница на пртљагу грофице Андрењи мокра и да је њен пасош умрљан, у торби Шмитове је пронађена кондуктерска униформа, а у Поароовом сопственом пртљагу црвени кимоно, недавно сакривен тамо. Сама госпођа Хабард проналази оружје убиства скривено у њеном несесеру. Поаро се састаје са др Константином и Буком да размисли о случају и направи списак питања. Имајући ово и доказе на уму, Поаро размишља о случају улазећи у стање налик трансу. Када је из њега испливао на површину, он изводи решење.
Он позива осумњичене и открива њихова права имена и да су сви на неки начин повезани са трагедијом Армстронгових, окупљајући их у вагон-ресторану. Грофица Андрењи (девојачког презимена Голденберг) је Дејзина тетка Хелена која је и сама била дете у време трагедије. Рудолф, њен вољени муж, запрљао је њену етикету на пртљагу и заклонио њено име да би прикрио њен прави идентитет. Дебенамова је била Хеленина и Дејзина гувернанта, Фоскарели шофер Армстронгових који је једно време такође био осумњичен за отмицу, Мастерман батлер пуковника Армстронга, Мишел Сузанин отац и особа која је набавила другу лажну униформу, госпођа Хабард је заправо позната глумица Линда Арден, Дејзина бака и Соњина и Хеленина мајка, Шмитова куварица Армстронгових, а Олсонова Дејзина дадиља. Кнегиња Драгомиров је у ствари Соњина кума, а на монограму у ствари пише „Н” од Наталија јер је латинично „Х” истоветно ћириличном „Н”. Арбатнот је присутан у Дебенамино и своје име пошто је био лични пријатељ пуковника Армстронга. Хардман је бивши полицајац који признаје да је био заљубљен у Сузан, а Меквин, који је гајио осећања према Соњи, био је син тужиоца који је водио случај Дејзи Армстронг. Једини путници који нису умешани у убиство су Бук и др Константин, који су спавали у другом вагону који је био закључан.
Поаро предлаже два могућа решења. Прво је да је странац ушао у воз када је стао у Винковцима, убио Касетија у мафијашком обрачуну и искрцао се под великим ризиком кроз снег. Друго је да су сви трагови осим марамице и чистача за лулу били подметнути, као и да су Мишел и сви путници у вагону осим Хелене изболи Касетија делујући као незванична порота. Арденова признаје да је друго решење исправно, али нуди да сама преузме одговорност јер је она била главни ум из плана. Као одговор на ово, Бук и др Константин прихватају прво решење и одлучују да га пренесу полицији како би заштитили путнике и Мишела и спречили бруку, док се Поаро повлачи из случаја.

## Ликови
- Херкул Поаро – светски познати детектив из Белгије.
- Букц − Поароов пријатељ и директор Међународне компаније за спаваћа кола.
- Др Ставрос Константин − грчки доктор који после убиства одређује Рачетово време смрти.
- Госпођа Керолајн Хабард − бака Дејзи Армстронг, позната глумица Линда Арден.
- Мери Дебенам – енглеска гувернанта која се враћа из Багдада, а која је раније била гувернанта Дејзи Армстронг.
- Пуковник Џон Арбатнот – најбољи пријатељ пуковника Армстронга, који је заљубљен у Мери Дебенам.
- Кнегиња Наталија Драгомиров – руска кнегиња за коју се на крају открива да је кума Соње Армстронг.
- Хектор Меквин – Рачетов лични секретар и преводилац, чији је отац био адвокат породице Армстронг.
- Семјуел Рачет – Касети, отмичар и убица трогодишње Дејзи Армстронг.
- Грофица Елена Андрењи − сестра Соње Армстронг, истакнута као једина од 12-оро путника која није учествовала у убиству.[а]
- Гроф Рудолф Андрењи – муж грофице Андрењи, који је заузео место своје жене као дванаести убица.
- Сајрус Хардман – бивши амерички полицајац који је био заљубљен у Дејзину француску дадиљу, која је извршила самоубиство након што је Дејзи убијена.
- Антонио Фоскарели – бивши шофер Армстронгових који је волео малу Дејзи.
- Грета Олсон - шведска мисионарка и бивша дадиља Дејзи Армстронг.
- Хилдегарде Шмит – служавка кнегиње Драгомиров и бивша куварица Армстронгових
- Едвард Хенри Мастерман – Рачетов батлер, далек и надмен човек који је био посилни пуковника Армстронга током рата и његов батлер у Њујорку.
- Пјер Мишел – кондуктер и отац дадиље Дејзи Армстронг која је извршила самоубиство после њене смрти.

## Инспирација
Отмица и убиство Чарлса Линдберга Млађег 1932. године дали су основу Кристијевој за роман две године касније. У роману су коришћени многи делови случаја из стварног живота: мало дете, прворођенче, отето је ради откупа право из кревеца, родитељи су били познати, отац је био познати пилот, а мајка трудна, откуп је плаћен, али је дете убрзо пронађено мртво. Невина, али можда поводљива собарица запослена код Линдбергових родитеља била је осумњичена за умешаност у злочин. Након што ју је полиција оштро испитивала, извршила је самоубиство.
Два мања значајна догађаја такође су инспирисала роман: Агата Кристи је први пут путовала Оријент експресом крајем 1928. године, а воз је само неколико месеци касније, у фебруару 1929. године, током шест дана био заглављен у мећави близу Черкезкеја у Турској.
Поплаве услед падавина које су однеле делове шина у децембру 1931. зауставиле су Кристин повратак Оријент експресом са археолошких ископавања њеног мужа у Ниниви за 24 сата. Њена овлашћена биографија детаљно описује тај догађај цитирајући писмо њеном мужу, у којем описује неке путнике на возу који су послужили као инспирација како за заплет, тако и за ликове у роману, укључујући Американку, госпођу Хилтон, која је инспирисала лик госпође Хабард.

## Књижевни значај и пријем
Часопис The Times Literary Supplement 11. јануара 1934. изложио је заплет и закључио да: „Мале сиве ћелије још једном решавају наизглед нерешиво. Госпођа Кристи чини невероватну причу веома стварном и држи своје читаоце очараним и тера их да нагађају до краја.”
За часопис The New York Times Book Review 4. марта 1934. године Ајзак Андерсон је написао: „Претпоставке великог белгијског детектива су више него лукаве; оне су заиста чудесне. Иако се и завера за убиство и решење налазе на ивици немогућег, Агата Кристи је успела да их учини сасвим уверљивим, барем на тренутак, а шта више од тога може пожелети зависник од мистерија?”
Рецензент новина The Guardian 12. јануара 1934. приметио је да би убиство било „савршено” (тј. савршен злочин) да Поаро није био у возу и да такође није чуо разговор између госпођице Дебенам и пуковника Арбатнота пре него што се укрцао. Међутим, „'мале сиве ћелије' су радиле изванредно, а решење је изненадило њиховог власника колико и читаоце, јер је тајна добро чувана, а начин приповедања у уобичајено задивљујућем стилу госпође Кристи”.
Роберт Барнард је рекао да је овај роман: „Најбоља прича о железници. Оријент експрес, завејан у Југославији, пружа праву 'затворену' поставку за вежбу детекције у класичном стилу, као и изговор за међународни распон ликова. Такође садржи моју омиљену реченицу у свим делима Агате Кристи: 'Јадно створење, она је Швеђанка.' Беспрекорно објашњено са паметном употребом ћириличног писма (као и у причи "Двоструки траг"). Решење је изазвало гнев Рејмонда Чендлера, али неће сметати никоме ко не наваљује да његова детективска фантастика одражава злочин из стварног живота.” Помиње се Чендлерова критика Кристијеве у његовом есеју Једноставна уметност убиства. Године 1955. роман је укључен у списак „Најбољих 100 мистеријских романа свих времена”. У децембру 2014. године, роман је увршћен на списак „Девет великих романа Кристијеве” часописа Entertainment Weekly.

## Адаптације

### Радио
Совјетска радио драма заснована на роману емитована је 1966. године. Всеволод Јакут тумачио је Поароа, Ростислав Пљат пуковника Арбатнота, Марија Бабанов госпођу Хабард, Олег Јевремов Хектора Меквина, Леонид Каневски Антонија Фоскарелија, Ангелина Степанова кнегињу Драгомиров, а Александар Лазарев Хардмана.
Џон Мофат је тумачио Поароа у петоделној адаптацији Мајкла Бејквела за BBC Radio 4, у режији Енида Вилијамса, која је премијерно емитована од 28. децембра 1992. до 1. јануара 1993. године. Андре Маран тумачио је Бука, Џос Екланд Рачета/Касетија, Силвија Симс госпођу Хабард, Шан Филипс кнегињу Драгомиров, Франческа Енис Мери Дебенам, а Питер Поликарпу доктора Константина.
Године 2017. стриминг услуга Audible објавила је још једну радио адаптацију, у којој је Том Конти тумачио Поароа. У глумачкој постави такође су били Софи Оконедо као Мери Дебенам, Еди Марсан као Рачет/Касети, а наратор је био Арт Малик.

### Филм

#### Филм из 1974.
Роман је екранизован у филм 1974. године у режији Сиднија Лумета, који су продуцирали Џон Брабурн и Ричад Б. Гудвин. Филм је био критички и комерцијални хит. У филму су глумили Алберт Фини као Поаро, Мартин Балсам као сињор Бјанки, Џорџ Кулурис као др Константин и Ричард Видмарк као Рачет/Касети, а осумњичени су били Шон Конери (Арбатнот), Лорен Бакол (госпођа Хабард), Ентони Перкинс (Меквин), Џон Гилгуд (Бедос), Мајкл Јорк (гроф Андрењи), Жан-Пјер Касел (Пјер Мишел), Џеклин Бисет (грофица Андрењи), Венди Хилер (кнегиња Драгомиров), Ванеса Редгрејв (Мери Дебенам), Рејчел Робертс (Хилдегарде Шмит), Колин Блејкли (Хардман), Денис Квили (Фоскарели) и Ингрид Бергман (Грета Олсон), која је за своју улогу освојила Оскара за најбољу спредну глумицу. У филму су направљене само мање измене: Мастерман је преименован у Бедос, покојна собарица се звала Полет, а не Сузан, Хелена Голденберг је постала Хелена Грунвалд (што је на немачком „Гринвуд”), Антонио Фоскарели је постао Ђино Фоскарели, Керолајн Марта Хабард је постала Харијет Белинда Хабард, а белгијско-фламански директор железничког друштва господин Бук је постао италијански директор сињор Бјанки.

#### Филм из 2001.
Темељно модернизован и лоше прихваћен филм снимљен је са Алфредом Молином у улози Поароа за CBS 2001. године. Споредне улоге у овом филму играли су Мередит Бакстер као госпођа Хабард и Лесли Карон као кнегиња Драгомиров (име јој је промењено у сењора Алварадо и приказана је као удовица јужноамеричког диктатора). Поаро је приказан као знатно млађи и мање ексцентричан од Кристиног детектива, а дат му је подзаплет романтичне везе са Вером Росаков, која је лабаво заснована истоименом лику који се неколико пута појављивао у делима Агате Кристи. Прича је ажурирана на савремено окружење, а четворо осумњичених (Хилдегард Шмит, Сајрус Хардман, Едвард Мастерман и Грета Олсон) су избачени, као и др. Константин. Лик Вере Росаков додат је у филму. Неколицини ликова су промењена имена (Елена Андрењи постала је Хелна фон Штраус, Хектор Меквин Вилијам Меквин, Антонио Фоскарели Тони Фоскарели, а Рудолф Андрењи Филип фон Штраус) док су неки ликови добили имена (Арбатнот име „Боб”, а Бук име „Волфганг”).

#### Филм из 2017.
Дана 6. јуна 2015. 20th Century Studios је ангажовао Кенета Брану да режира и глуми Поароа у другој филмској екранизацији приче, која је приказана 3. новембра 2017. године. Дана 29. септембра 2016. студио је објавио саопштење за јавност најављујући велики део глумачке екипе међу којима су били Џони Деп као Рачет, Мишел Фајфер као госпођа Хабард, Пенелопе Круз као Пилар Естравадос (уместо Грете Олсон. Лик Пилар је из романа Божић Херкула Поароа), Џуди Денч као кнегиња Драгомиров, Дерек Џејкоби као Мастерман, Лесли Одом Млађи као др Арбатнот, Дејзи Ридли као Мери Дебенам, Луси Бојнтон као грофица Андрењи, Том Бејтман као месје Бук, Мануел Гарсија-Рулфо као Бињамино Маркез (преименовени Антонио Фоскарели), Џош Гад као Хектор Меквин, Марван Кензари као Пјер Мишел, Сергеј Полуњин као гроф Андрењи, Вилем Дафо као Сајрус Хардман и Оливија Колман као Хилдегарде Шмит. Лик пуковника Арбатнота је комбинован са ликом др Константина па је створен лик др Арбатнота, снајперисте који је служио под командом пуковника Армстронга у рату и чији је студије медицине платио Армстронг; Меквинов отац је приказан као тужилац у случају Армстронг, а не као адвокат породице Армстронг, чија је каријера уништена након што је кривично гонио служавку Сузан, а месје Бук није директор железничког друштва него директоров нећак. Додата је Поароова непосредна веза са отмицом Армстронгове − пре Соњине смрти, Џон Армстронг је писао Поароу за помоћ. Такође за разлику од књиге, отмица се није догодила на Лонг Ајленду него у Њу Џерзију као и отмица Линдберга. Сузан Мишел није ћерка Пјера Мишела него његова сестра. Сајрусу Хардману је име промењено у Герхард и он је постао аустријски научник. Последња сцена филма најављује филм Смрт на Нилу као наставак.

### Телевизија

#### Галерија великих детектива (1955)
Роман је први пут екранизован на телевизији као епизода западнонемачке телевизијске серије Галерија великих детектива 1955. године. Хајни Гебел је играо Поароа.

#### Поаро (2010)
Дејвид Суше је глумио Херкула Поароа у епизоди „Убиство у Оријент експресу” серије Поаро 2010. године, снимљене у копродукцији студија ITV Studios и WGBH-TV, за коју је сценарио написао Стјуарт Харкорт. Премијерно је емитована 11. јула 2010. у Сједињеним Америчким Државама, а 25. децембра исте године у Уједињеном Краљевству. У глумачкој постави били су и Ајлин Аткинс као кнегиња Драгомиров, Хју Боневил као Мастерман, Џесика Частејн као Мери Дебенам, Барбара Херши као госпођа Хабард, Тоби Џоунс као Рачет и Дејвид Мориси као пуковник Арбатнот. Лик Сајруса Хардмана (бившег америчког полицајца који је постао приватни детектив) је у великој мери комбинован са шофером Фоскарелијем (што се тиче тога да је био љубавник мртве собарице), а др Константин (који у роману није повезан са убиствима) постао је саучесник пошто је приказан као породични лекар Армстронгових у Америци. Меквинов отац је био тужилац, а не адвокат Армстронгових, коме је каријера уништена након што му је запрећено да би ослободио Касетија. Основна разлика у односу на роман је додатни елемент Поароовог католичанства, које је избачено у први план, уз његову личну и верску борбу око тога да ли да разоткрије убице или да их пусти, као и много мрачнија атмосфера епизоде у односу на роман.
Унутрашњост Оријент експреса је репродукована у студију Pinewood у Лондону, док су друге локације снимања биле Фримејсон Хол, железничка станица „Nene Valley” и улице Малте (које представљају Истанбул).

#### Случај убиства у Оријент експресу (2015)
Јапанска екранизација је емитована током две ноћи у јануару 2015. године на телевизији  под насловом Случај убиства у Оријент експресу и у њој се појављује неколико познатих глумаца међу којима су Ниномиа Казумари, Мацушима Нанако, Тамаки Хироши, Кичисе Мичико, Нишида Тошијуки и Савамура Ики. Главног лика, Сугура Такеруа, који је настао по узору на Херкула Поароа, играо је глумац Номура Мансаи.
Епизода приказана прво вече рађена је по изворном тексту, али је поставка промењена на Јапан 1933. године. У овој верзији, воз Оријент Кијукоу ишао је из Шимоносекија ка Токију и зауставила га је мала лавина код Секигахаре у Гифуу. Друга епизода била је изворна прича.

### Представа
Амерички драматург Кен Лудвиг адаптирао је роман у представу која је премијерно изведена у Макартер театру у Принстону, у Њу Џерзију, 14. марта 2017. године. Представу је режирала Емили Ман, а Алан Кордунер тумачио је улогу Херкула Поароа.
Представа се изводи и у Србији.

### Игре
Друштвена игра заснована на роману, под називом Оријент Експрес, објављена је 1985. године. Компјутерска игра под насловом Agatha Christie: Murder on the Orient Express објављена је у новембру 2006. године за Microsoft Windows и проширена је у односу на роман Агате Кристи додавањем новог главног јунака, јер је Херкул Поаро (коме глас позајмљује Дејвид Суше) болестан и лечи се у свом купеу.